# Grotniki Duże
Grotniki Duże – wieś w Polsce położona w województwie świętokrzyskim, w powiecie buskim, w gminie Nowy Korczyn.
Do 1954 roku istniała gmina Grotniki. W latach 1975–1998 miejscowość administracyjnie należała do województwa kieleckiego.

## Historia
W 1439 r. miała tu miejsce bitwa w której starli się zwalczający Zbigniewa Oleśnickiego konfederaci pod wodzą Spytka z Melsztyna z wojskami armii królewskiej dowodzonymi przez Jana Hińczę z Rogowa.
Stronnictwo proczeskie poniosło w niej klęskę a dowodzący nimi Spytko z Melsztyna zmarł wskutek odniesionych ran. Przegrana doprowadziła do upadku ruchu popierającego husytyzm w Polsce.
W XIX w. wieś i dobra donacyjne. W 1827 r. Grotniki miały 38 domów i 537 mieszkańców. Miejscowość była siedzibą gminy w powiecie stopnickim. Majorat Grotniki został wydzielony z dóbr rządowych Nowe Miasto Korczyn w 1839 r. Według opisu z 1854 r. dobra miały łączną powierzchnię 3797 mórg. W ich skład wchodziły m.in.: folwark i wieś Grotniki, folwark i wieś Stróżyska, folwark i wieś Ucisków oraz wieś Podzamcze z cegielnią.